# Lespéron
Lespéron är en kommun i departementet Ardèche i regionen Auvergne-Rhône-Alpes i sydöstra Frankrike. Kommunen ligger  i kantonen Coucouron som ligger i arrondissementet Largentière. År 2022 hade Lespéron 321 invånare.

## Befolkningsutveckling
Antalet invånare i kommunen Lespéron
Referens: INSEE